# Andrij Sapruka
Andrij Sapruka – ukraiński działacz społeczny, poseł do Sejmu Krajowego Galicji II kadencji (1867–1869), włościanin z Dzibułek.
Wybrany w IV kurii obwodu Żółkiew, z okręgu wyborczego nr 45 Żółkiew-Kulików-Mosty Wielkie. 